# ファームハウス

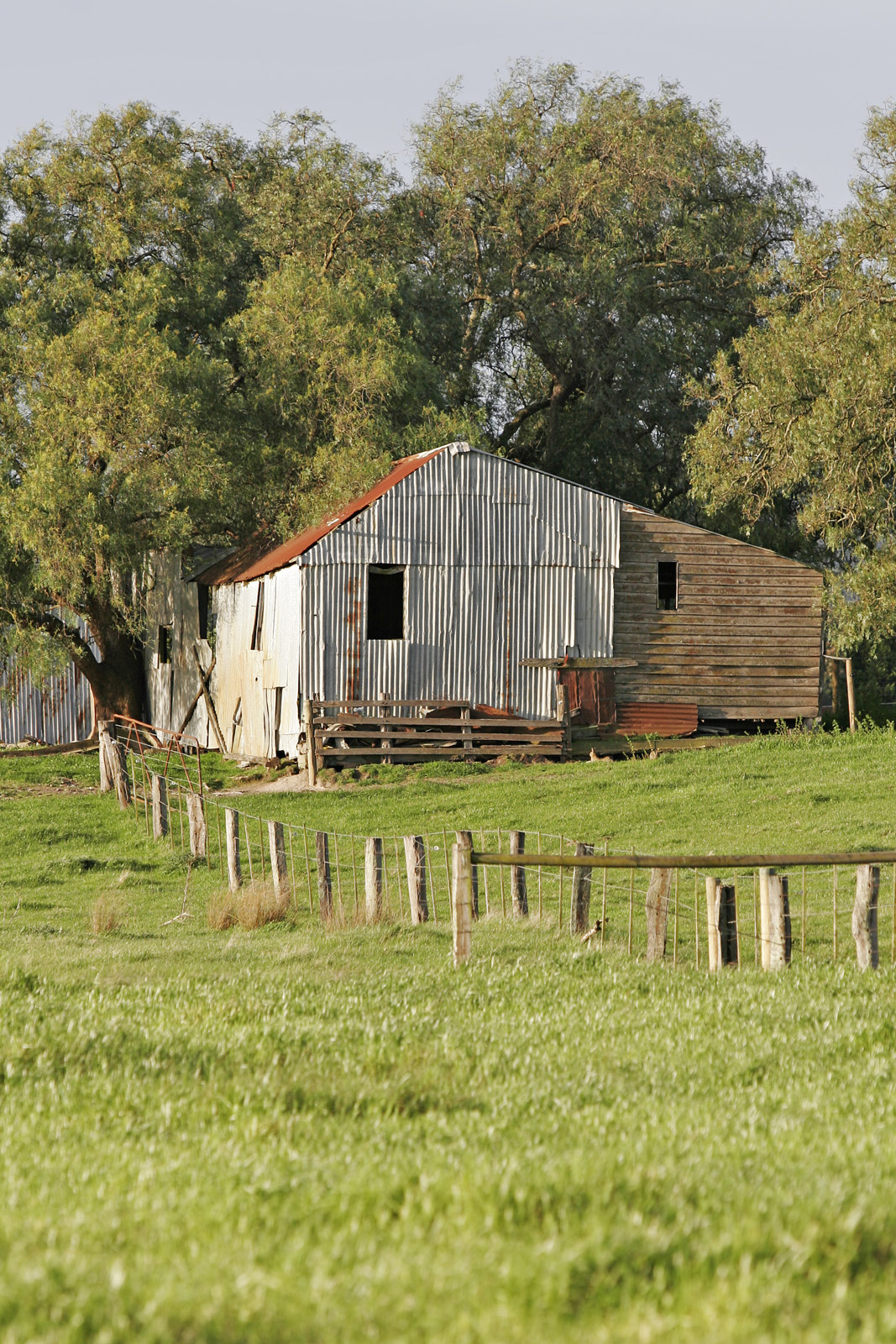
オーストラリアのファームハウス

ファームハウス（もしくは家屋の意の農家）とは農場内にある主要な家屋の事である。
基本的に家族、労働者が住むことも可能で、農場内にあることで農業における効率性を向上することが目的でもある。

## ギャラリー

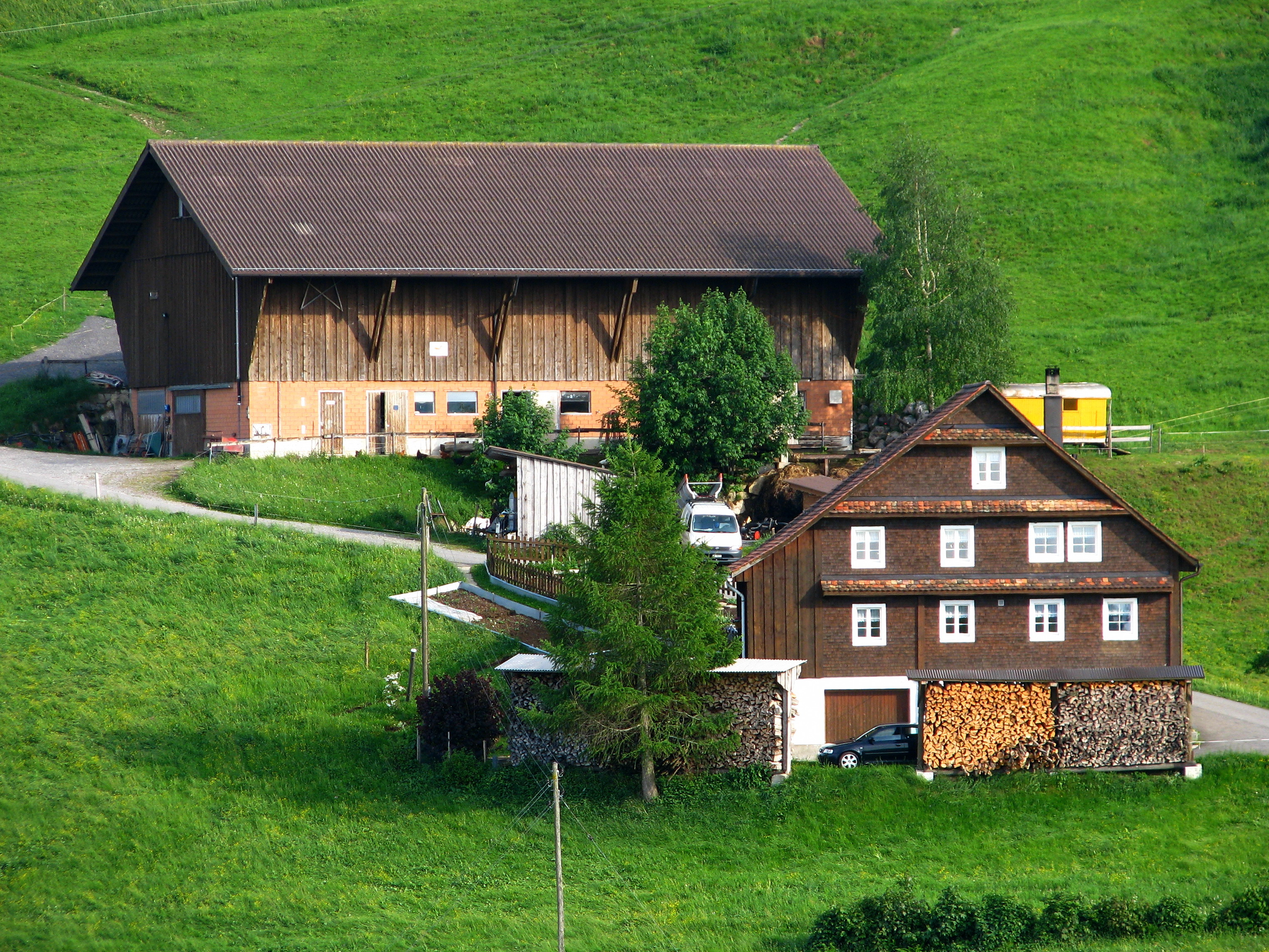
スイスのファームハウス
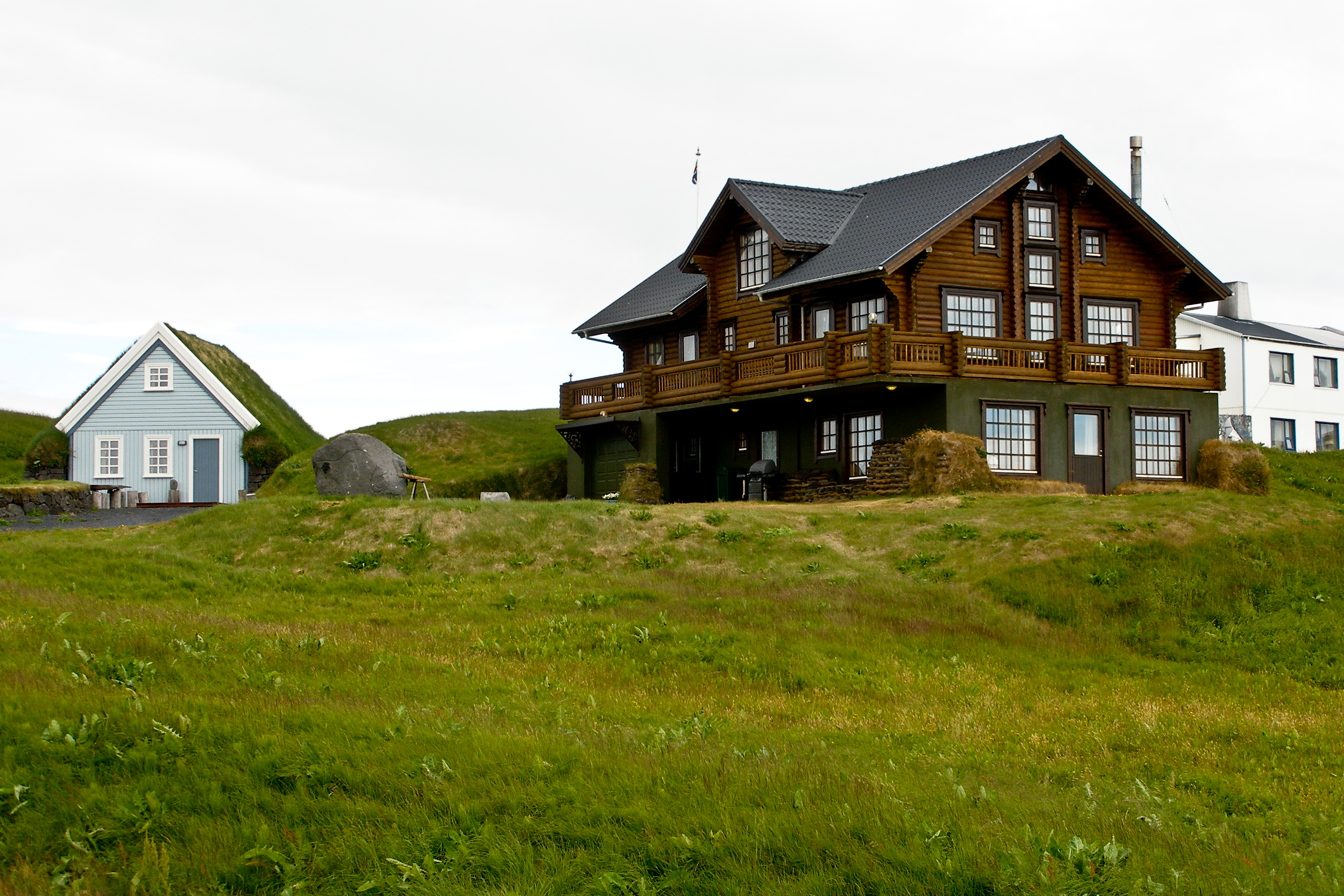
アイスランドのファームハウス
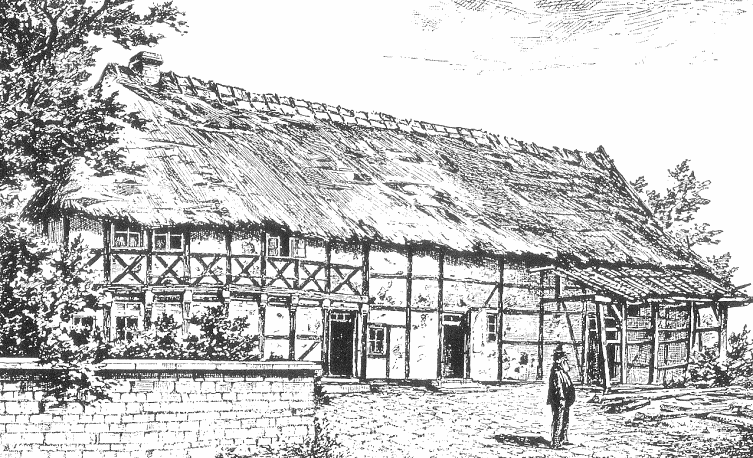
中世ドイツのファームハウス
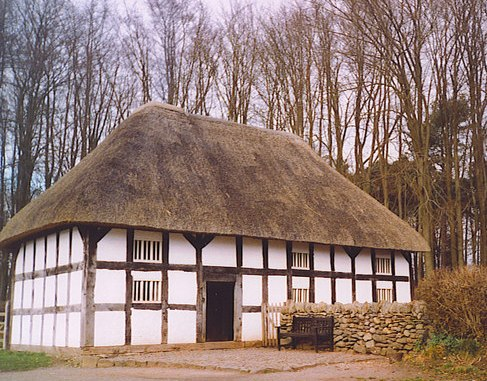
ウェールズのファームハウス
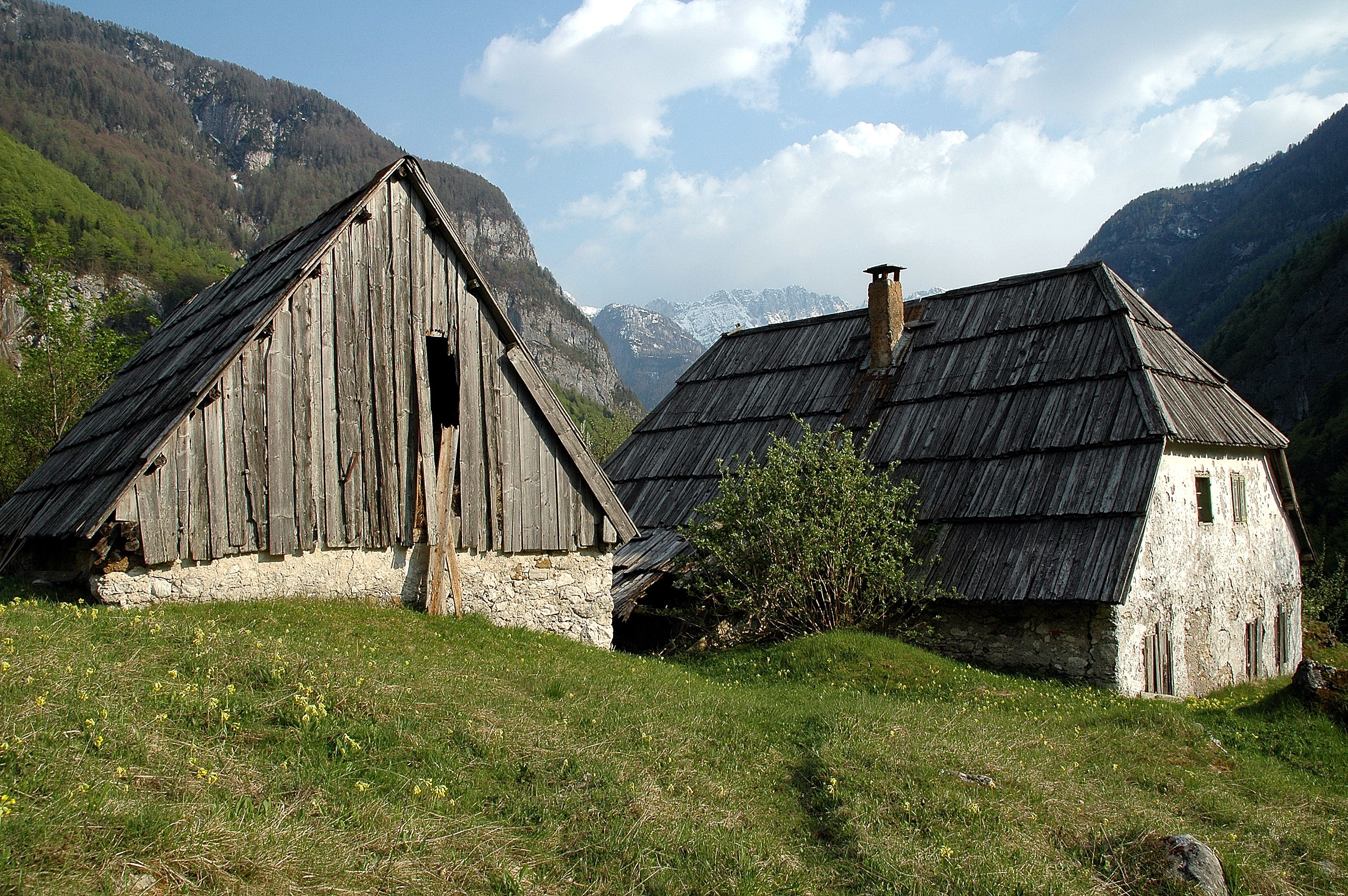
スロベニアのファームハウス